# Dalarö räddningsvärn
Dalarö räddningsvärn är en frivillig brandkår i Dalarö. Skärgårdssamhället Dalarö har haft ett eget brandförsvar under lång tid eftersom avståndet till närmaste stad är stort. Räddningsstyrkan består av rekryterade personer med olika yrken. 

## Historik
Under 1600-talet ökade brandrisken med en tätnande trähusbebyggelse och ökande befolkning. De örlogsfartyg och handelsskepp som passerade in och ut från Stockholm, ankrade upp i stort antal på redden. Ammunition och annan brandfarlig last kunde lätt orsaka stor eldspridning. Dalarö var både lotsstation och sjötull för införsel till Stockholm från utlandet. Därför ordnande tull- och lotsväsendet brandförsvar. För att hålla beredskapen, framförallt nattetid, engagerades män i byn och en civil brandkår växte fram. När byn växte räknades den som köping  och ett eget brandförsvar blev nödvändigt enligt lag.

## Några viktiga årtal i brandkårens historia
- 1632 Kungliga Tullkammaren beslutas av Axel Oxenstierna att förläggas till naturhamnen vid Dalarö.
- 1874 Brandstadgar upprättas för Dalarö.[1]
- 1890 Stora Hotellet brinner ned samt 27 hus i närheten. Kyrkan räddas.
- 1895 Ny brandordning fastställer brandvärnplikt för samhällets innevånare, att biträda med vattenlangning.
- 1932 Borgarbrandkår bildas.
- 1944 Lagen om brandskydd föreskriver att heltidsbrandkår ska finnas i tätort, eller räddningsvärn i mindre byar.[2]
- 1945-47 Brandstation uppförs på Sveavägen
- 1965 Brandchefstjänsten flyttas till det nya kommunala heltidsbrandförsvaret i Handen
- 1971 Haninge kommun bildas. Dalarös brandkår införlivas i kommunens brandkår.
- 1993 Södertörns Brandförsvarsförbund bildas av tio kommuner. Dalaröstyrkan leds från Larmcentralen Stockholms Län ( f.d. RC syd)